# Ellen Fetter
Ellen Cole Fetter Gille est une informaticienne américaine. Elle a travaillé avec Edward Norton Lorenz sur la théorie du chaos. 

## Enfance et éducation
Ellen Fetter est la fille de Frank Fetter et Elizabeth Garrett Pollard. Sa mère a créé un fonds pour la musique de chambre au Swarthmore College, qui a été soutenu par les générations successives de sa famille. Ellen Fetter a fréquenté la New Trier High School (en) et a obtenu son diplôme en 1957. Elle a étudié les mathématiques au Mount Holyoke College et a obtenu son diplôme en 1961. 

## Carrière
Fetter a épousé John Gille en 1963. Elle a rejoint le Massachusetts Institute of Technology en 1963. Elle a été interviewée par un membre de l'équipe qui utilisait un LGP-30 (en) dans le département d'ingénierie. Elle a travaillé aux côtés de Margaret Hamilton dans le bâtiment 24. Cette année-là, elle a effectué les calculs pour les travaux d'Edward Norton Lorenz sur le chaos. Fetter a tracé le mouvement d'une particule en convection rapide dans un bécher idéalisé. Ces travaux furent le fondement de la théorie du chaos. 
Ellen Fetter a rejoint l'Université d'État de Floride, où elle a travaillé sur la programmation. Elle a commencé à étudier l’informatique à l’Université du Colorado à Boulder, mais est rapidement partie travailler dans la préparation des déclarations d’impôt. 